# Sombra Rius
Sombra Rius (Montevideo, Uruguay, 23 de abril de 1926 - Buenos Aires, Argentina, 12 de julio de 2014) fue una directora teatral, escritora, dramaturga y actriz de cine, teatro y televisión uruguaya naturalizada en Argentina.

## Carrera
Rius fue una destacada actriz de reparto dramática de una larga trayectoria en el ambiente artístico. Llamada en realidad Luz, debutó con el antónimo para no ser reconocida.
En cine actuó en la década del '40 con importantes figuras como Luis Sandrini, Guillermo Battaglia, Luis Arata, Amelia Bence, Agustín Irusta, Alberto Bello, Susana Freyre, Alberto de Mendoza, Nelly Duggan y Amalia Sánchez Ariño.
También se dedicó mucho tiempo para que el departamento de jubilados de la Asociación Argentina de Actores siguiera realizando producciones, y presidió el "Círculo de Poetas Lunfardos" creado en 1977.
Como escritora fueron populares los poemas Vibraciones (1991) y la novela Horizontes de luz (1998) con la editorial Corregidor.
Estuvo casada con el periodista y dramaturgo Mauricio Rosenthal, hasta el fallecimiento de éste.
Falleció de causas naturales el sábado 12 de julio de 2014 a los 88 años de edad. Sus restos descansan en el Panteón de la Asociación Argentina de Actores del Cementerio de la Chacarita.

## Filmografía
- 1947: Siete para un secreto
- 1947: La dama del collar
- 1948: La novia de la marina[5]

## Radio
La actriz que inició su carrera en radio a los 12 años de edad, hizo decenas de radioteatros, primero en Radio Belgrano, y luego en Radio Splendid. En Splendid trabajó en 1959 hizo el radioteatro Moña, una chica muy moderna que escribió Mauricio Rosenthal; y en 1975 trabaja en  en un radioteatro escrito por Irma Lacroix, protagonizada junto a Oscar Casco.

## Televisión
- El viejo reservista con Guillermo Battaglia y Víctor Tasca.
- Actuó en el viejo Canal 7 junto a Pipo Mancera.

## Teatro
En teatro integró las compañías de Luis Arata, Luis Sandrini y Alberto Closas, Enrique de Rosas Cunill Cabanellas y Pierina Dealessi.
Entre algunas de sus obras sobresalen:
- Sentencia
- Vericuetos de amor
- Las naifas y los garabos (2002), sainete porteño en lunfardo de su autoría.

## Homenajes
En 1997, en un Homenaje en el Día del Actor, se la distinguió en los Premios Podestá  por sus 50 años de carrera.